# FKドリナHEヴィシェグラード
FKドリナHEヴィシェグラード（FK Drina HE Višegrad, ФК Дрина ХЕ Вишеград）は、ボスニア・ヘルツェゴビナのスルプスカ共和国ヴィシェグラードをホームタウンとするサッカークラブである。

## 歴史
1924年に創設された。
2015-16シーズンにプルヴァ・リーガRSからドルガ・リーガRS・東地域に降格した。同シーズンはドリナHEに加えてレオタル・トレビニェとFKヴラセニツァが東地域に降格、スロボダ・ムルコニチ・グラードとスロボダ・ノヴィ・グラードが西地域に降格予定であったが、ムラドスト・ヴェリカ・オバルスカが財政難でレギオナルナ・リーガ・東地域に降格したため、代わりにスロボダ・ムルコニチ・グラードがプルヴァ・リーガRSに残留した。
2016-17シーズンはドルガ・リーガRS・東地域で16チーム中15位で残留を果たし、2017-18シーズンは16チーム中9位であった。2018-19シーズンはスロガ・ユナイテド・ビイェリナがシーズン前半に大会から除外されたため、15チームで争われ、15チーム中5位であった。

## 獲得タイトル
- ドルガ・リーガRS：1回
  - 2005-06